# マイケル・パーク
マイケル・スティーブン・パーク（Michael Steven Park, 1966年6月22日 - 2005年9月18日）は、イングランド、グロスタシャー出身のコ・ドライバー。

## 経歴
世界王者となったリチャード・バーンズやコリン・マクレーなどとも一緒に競技した。しかし、彼が一気にブレークしたのはトヨタ・カローラWRCのメンバーとしてエストニア人ドライバーマルコ・マルティンと共に参戦した2000年の世界ラリー選手権である。
このシーズンで結果を残した両名は2001年シーズンでSUBARUと契約し、その後フォード・モーターへと移籍した。その後2003年シーズンにはギリシャとフィンランドで2勝をあげ、2004年シーズンにはメキシコ、コルシカ島（フランス）、カタルーニャ（スペイン）で3勝を挙げた。
しかし、その翌年の2005年シーズン第12戦、ウェールズ・ラリーGBのファイナル・レグ中に起きた不慮の事故によりパークは命を落とした。走行中のプジョー307WRCがコースを外れ、道路脇の木にパークが座る助手席側から激突したのである。この時マルティン、パークペアはシーズンタイトル争いの4位に位置しており、また彼らが所属していたプジョーはマニュファクチャータイトルで同じフランス勢のシトロエンと6ポイント差の接戦だった。
トップレベルのラリー選手権で選手が死亡するのは1993年以来であり、その後の安全基準の見直しへと繋がった。
2006年6月20日にはエストニアの首都タリンに彼の慰霊碑が建立された。